# Robert Korzeniowski
Robert Marek Korzeniowski, född 30 juli 1968 i Lubaczów, är en polsk före detta friidrottare (gångare). 
Korzeniowski är en av gångsportens absolut främsta med fyra OS-guld, tre VM-guld och två EM-guld. Han har även varit världsrekordhållare på 50 km gång. Efter OS 2004 avslutade han sin karriär och jobbar nu vid polsk TV med sportfrågor. 